# Божидар Станишић
Божидар Станишић (Херцег Нови, 21. октобар 1936 — Херцег Нови, 3. јануар 2014) био је југословенски ватерполиста.

## Спортска биографија
Пливањем и ватерполом се активно бавио од 1951. године у Јадрану. Од 1954. године наступао за сениорску екипу Јадрана. За први тим одиграо је 17 сезона и у првенственим мечевима у 219 утакмица постигао 191 гол. Са Јадраном је освојио две титуле првака државе (1958. и 1959) и Куп Југославије 1959. године. У три првенства био је најбољи стрелац Прве лиге. То је било 1963, 1965. и 1966. године. Био је стандардни члан репрезентације Југославије од 1956. године, за коју је одиграо 99 утакмица и дао велики број голова.
Учесник Олимпијских игара у Риму 1960. године и у Токију 1964. када је са репрезентацијом освојио сребрну медаљу. На првенству Европе у Будимпешти 1958. године такође је био други. Његова специјалност били су ударци „шраубом“ који су ушли у уџбенике технике ватерпола у неколико европских земаља. Као изузетан ватерполиста проглашен је за најбољег спортисту СР Црне Горе четири пута 1959, 1961, 1963 и 1965. године.
Живео је и радио у Херцег Новом, као дипломирани правник, неколико сезона био је тренер Јадрана и Младости из Бијеле. Био је познат по надимку Цикота. За свој део живота проведеног у спорту добио је признање СОФКЕ Југославије — Плакету за развој ватерполо спорта 1977. године. Такође, добитник је златног делфина и златног сата, те титуле заслуженог спортисте Црне Горе. Добитник је прве Октобарске награде града Херцег Новог 1964. године. Од стране спортских новинара 2000. године понео је титулу спортисте века у Херцег Новом. Од 2012. године био је почасни члан Јадрана. У 2013. години добио је од Митрополије црногорско-приморске новоустановљену награду Петра Петровића Његоша за неговање традиције и духовности српског народа.
Преминуо је у Херцег Новом 3. јануара 2014. у 78. години, сахрањен је на гробљу код Цркве Светог Спаса на Топлој.

## Успеси
Играч
Југославија
- медаље
- сребро : Олимпијске игре Токио 1964.
- сребро : Европско првенство Будимпешта 1958.

Јадран
- Прва лига Југославије : 1958, 1959.
- Куп Југославије : 1959.